# (500318) 2012 RS28
(500318) 2012 RS28 es un asteroide perteneciente al cinturón de asteroides, descubierto el 7 de octubre de 2007 por el equipo del Catalina Sky Survey desde el Catalina Sky Survey, Arizona, Estados Unidos.

## Designación y nombre
Designado provisionalmente como 2012 RS28.

## Características orbitales
2012 RS28 está situado a una distancia media del Sol de 2,981 ua, pudiendo alejarse hasta 3,565 ua y acercarse hasta 2,398 ua. Su excentricidad es 0,195 y la inclinación orbital 9,824 grados. Emplea 1880,84 días en completar una órbita alrededor del Sol.
Los próximos acercamientos a la órbita de Júpiter se producirán el 10 de noviembre de 2050, el 4 de mayo de 2087 y el 2 de abril de 2169, entre otros.

## Características físicas
La magnitud absoluta de 2012 RS28 es 16,7.